# Гексазинон
Гексазинон — неселективный гербицид широкого спектра действия из группы триазинов и дикетонов (триазинонов). Действует путём ингибирования фотосинтеза на уровне фотосистемы II.

## Получение
Гексазинон можно получить в результате реакции метилового эфира хлормуравьиной кислоты с цианамидом, с последующим метилированием и реакцией с диметиламинон и циклогексилизоцианатом.
Альтернативное получение начинается с 2-метилтиопсевдомочевины:

## Характеристики
Гексазинон представляет собой бесцветное и непахучее твердое вещество, растворимое в воде и по этой причине является распространённым загрязнителем грунтовых вод.

## Использование
Гексазинон используется в качестве неселективного гербицида для контроля травянистых и широколиственных сорняков, а также древесных растений. С 1974 года производится компанией DuPont под торговой маркой Velpar и используется в основном на посевах люцерны, сахарного тростника и ананаса. Приблизительно 33 % используется на посевах люцерны, 31 % в лесном хозяйстве, 29 % в промышленных зонах, 4 % на пастбищах и < 2 % на плантациях сахарного тростника. Обладает лиственной и почвенной активностью по отношению к однодольным и двудольным растениям.

## Легальный статус
В Германии до 1991 года гексазинон  был активным ингредиентом в трёх разрешённых средствах защиты растений. Начиная с 2002 гексазинон стоит в списке, не включенных в приложение I к Директиве 91/414 / ЕЕС веществ, поэтому его использование в странах ЕС не разрешено.
В странах ЕС, включая Германию и Австрию, а также в Швейцарии гексазинон запрещён к использованию в качестве активного компонента гербицидов.